# Olbramovice (stacja kolejowa)
Olbramovice – stacja kolejowa w miejscowości Olbramovice, w kraju środkowoczeskim, w Czechach. Znajduje się na linii 202 Benešov – Czeskie Budziejowice, na wysokości 460 m n.p.m..  

## Linie kolejowe
- 220
- 223: Olbramovice – Sedlčany